# Mourir sur scène
Mourir sur scène es una de las canciones emblemáticas del repertorio de Dalida, y está a menudo considerada como la canción por excelencia en este fin de carrera tan próxima. Ha sido escrita por Sr. Jouveaux y Jeff Barnel y salió en 1983.
Figura sobre el álbum «Les P'tits mots» sacado en 1983. Esta canción que no fue llamada a ser un éxito ha sido publicado en frente B de 45 torres. Las pequeñas palabras, y Dalida lo interpretará grande número de vez en el curso de los venideros tres años. Desde su aparición, y hasta el último recital dado en Antalya en Turquía en abril de 1987, la canción formará parte del repertorio escénico de la cantante.

## Versiones extranjeras
Dalida registrará la canción en versiones extranjeras:
- Born to sing (editado por primera vez sobre el 33t del mismo nombre en el Reino unido en 1984)[2]

- Quando nasce un nuovo amore en italiano[3]

- Morir cantando en español[4]
- ve ajda pekkan bir gece sahnede en turco[5]